# El reloj
El reloj (français : L'horloge) est une chanson du genre boléro, avec la musique et les paroles du compositeur et chanteur mexicain Roberto Cantoral (en), alors membre du trio Los Tres Caballeros.

## Histoire
Cantoral a composé cette chanson en 1956, à Washington D.C., face au fleuve Potomac, à la fin d'une tournée de Los Tres Caballeros aux États-Unis. Au cours de cette tournée, il avait eu une liaison avec l'une des filles participant au spectacle, qui devait rentrer à New York le lendemain matin. Cet épisode d'amour, et la présence d'une horloge de salon lors de leur dernière rencontre, sont les événements qui ont déclenché l'inspiration de Cantoral, qui allait bientôt faire de cet épisode, relativement banal, l'histoire d'un amour profond,.
La première de Los Tres Caballeros a eu lieu en 1957 et le succès a été immédiat. Depuis lors, elle a été déclinée par d'innombrables interprètes, en plusieurs langues.

## Version de Luis Miguel

### Contexte
En 1991, Miguel a publié Romance, une collection de ballades latines classiques, dont la plus ancienne remonte aux années 1940. L'album a été produit par Armando Manzanero et arrangé par Bebu Silvetti, et a été crédité pour avoir revitalisé le genre du boléro. Il est également entré dans l'histoire en tant que premier album en langue espagnole à être certifié or par la Recording Industry Association of America (RIAA) aux États-Unis. Une suite de Romance est sortie en 1994 sous le titre Segundo romance (Deuxième romance), qui a été produite par Miguel, Juan Carlos Calderón et Kiko Cibrian. Les deux albums ont reçu une certification platine de la RIAA aux États-Unis et ont également connu le succès dans des pays autres que l'Amérique latine et les États-Unis, comme la Finlande et l'Arabie Saoudite, avec plus de douze millions d'exemplaires vendus ensemble,,.
En décembre 1996, Miguel a tenu une conférence de presse à Buenos Aires, en Argentine, où il a annoncé son désir d'enregistrer un troisième album de boléros et a mentionné la possibilité de travailler avec Manzanero et Juan Gabriel. Il a également exprimé son intérêt pour le chant en italien et en portugais, bien que les chansons de l'album soient à l'origine toutes en espagnol. Deux mois plus tard, Manzanero a confirmé qu'il travaillait avec Miguel sur un autre album de ballades inspiré du boléro, sous le titre provisoire de Tercer Romance (Troisième Romance). La maison de disques de Miguel a confirmé que quatorze titres seraient inclus sur l'album sous le titre Romances.

### Accueil
El Reloj , le deuxième single de l'album Romances a atteint la deuxième place du hit-parade des Hot Latin Songs. Fernando González, rédacteur de l'Orange County Register, a signalé, en parlant de la performance de Miguel dans Romances : « Il sonne simplement fort, plutôt que romantique, dans « Sabor a Mi » ; il passe pour un (soap) opéra plutôt que pour un tourmenté dans « El Reloj » ; il est une star - et non un humble étudiant - dans « Contigo Aprendi » ».
La chanson fera partie de la compilation Mis boleros favoritos de Miguel, publiée en 2005.

## Interprètes d'El reloj
Quelques-uns des différents artistes qui ont repris la chanson.

### Versions en espagnol
- José José
- Il Volo
- Juan d'Arienzo
- José Feliciano
- Lucho Gatica
- Luis Miguel
- Los Panchos
- Neil Sedaka
- Jorge Valdez
- French Latino

### Versions en japonais
- Chiemi Eri
- Graciela Susana
- Teruhiko Aoi
- Jun Anna
- Yoichi Sugawara
- Hiroshi Mizuhara